# Amphilius atesuensis
Amphilius atesuensis és una espècie de peix d'aigua dolça de la família dels amfílids i de l'ordre dels siluriformes. Va ser descrit el 1904 per l'ictiòleg belgo-britànic George Albert Boulenger. Poden assolir els 9,3 cm de llargària total.
Es troba a Àfrica: Guinea, Libèria, Sierra Leone, Ghana i Togo.